# Nodulo polmonare solitario
In radiologia, un nodulo polmonare solitario (NPS) o lesione a moneta è un addensamento polmonare minore di 3 centimetri di diametro. Può essere ritrovato incidentalmente nello 0,2% dei radiogrammi del torace e in circa l'1% delle TC del torace.
Il nodulo nella maggior parte dei casi rappresenta un tumore benigno, come un granuloma o un amartoma, ma in circa il 20% dei casi si tratta di un tumore maligno, soprattutto negli anziani e nei fumatori. Dal 10% al 20% dei pazienti con tumore del polmone giungono alla diagnosi partendo da questo reperto. Per questo motivo la possibilità di un tumore va esclusa tramite ulteriori indagini, come studi radiologici ed eventualmente interventi di resezione chirurgica. La prognosi dipende dalla natura della lesione.

## Definizione
Il nodulo polmonare solitario è definito radiologicamente come una singola lesione nell'ambito polmonare completamente circondata da parenchima polmonare con un diametro minore di 3 cm e senza la compresenza di polmonite, atelettasia (collasso polmonare) o linfoadenopatie (linfonodi ingrossati).

## Epidemiologia

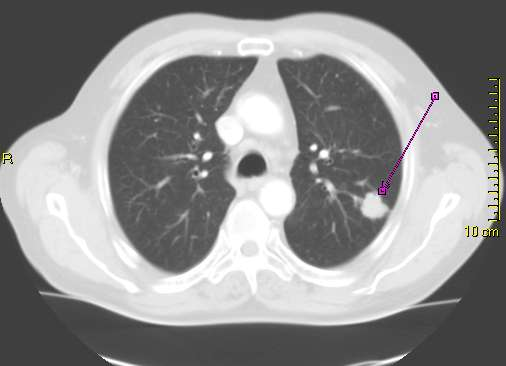
Nodulo polmonare solitario visto su una immagine TC del torace.

Negli Stati Uniti il nodulo polmonare solitario è una delle lesioni più frequentemente riscontrate alla radiografia del torace. Circa 150 000 casi vengono individuati ogni anno incidentalmente, sommando radiografie e TC del torace. Negli studi di screening del tumore del polmone che hanno coinvolto persone ad alto rischio per questo tumore la prevalenza del nodulo polmonare solitario variava dall'8% al 51%.
La natura benigna o maligna della lesione ha frequenze simili: approssimativamente il 40-50% dei noduli polmonari solitari hanno natura maligna. La maggior parte di questi sono adenocarcinomi (47%), segue il carcinoma a cellule squamose (22%); il microcitoma rende conto solo del 4% dei casi di noduli di natura maligna.
Il rischio che il reperto di nodulo polmonare solitario sia l'espressione di una patologia neoplastica aumenta con l'età. Per individui al di sotto dei 39 anni il rischio è del 3%, tra i 40-49 anni sale al 15%, tra i 50-59 al 43% e supera il 50% sopra i 60 anni.

## Eziologia
Non tutte le immagini circolari sulla pellicola radiografica sono dei NPS: vanno subito scartati gli artefatti dati da strutture della parete toracica come i capezzoli, le fratture di coste in fase di guarigione e gli elettrodi usati per l'elettrocardiografia.
Tenendo a mente che la principale e maggiore distinzione che va fatta è tra cause neoplastiche e non neoplastiche, le seguenti sono le possibili cause di un nodulo polmonare solitario:
| Cause neoplastiche, maligne e benigne: | - Tumore del polmone - Metastasi da altro tumore - Linfoma - Carcinoide - Amartoma - Tumori dei tessuti molli come fibromi, neurofibromi, osteosarcomi e altri |
| Cause infettive:                       | - Granulomi tubercolari - Istoplasmosi - Coccidioidomicosi - Blastomicosi - Criptococcosi - Nocardiosi - Ascesso polmonare - Cisti da echinococco              |
| Cause infiammatorie:                   | - Artrite reumatoide - Granulomatosi di Wegener - Polmonite lipoidea                                                                                           |
| Cause congenite:                       | - Malformazioni artero-venose - Sequestrazione polmonare - Cisti broncogena                                                                                    |
| Altre cause:                           | - Infarto polmonare - Atelettasia rotonda - Fibrosi polmonare progressiva - Corpo estraneo                                                                     |

## Prevenzione
Evitare l'esposizione ad alcune cause potrebbe prevenire la formazioni di noduli. Tra le possibili fonti evitabili ci sono il fumo di sigaretta, agenti professionali (come asbesto, radon, nichel, cromo, cloruro di vinile, idrocarburi policiclici aromatici) e viaggi in aree endemiche per le micosi o con alta prevalenza di tubercolosi.